# Cashion (Oklahoma)
Cashion es un pueblo ubicado en los condados de Kingfisher y Logan en el estado estadounidense de Oklahoma. En el año 2010 tenía una población de 802 habitantes y una densidad poblacional de 286,43 personas por km².

## Geografía
Cashion se encuentra ubicado en las coordenadas 35°48′0″N 97°40′38″O / 35.80000, -97.67722 (35.800002, -97.677178).

## Demografía
Según la Oficina del Censo en 2000 los ingresos medios por hogar en la localidad eran de $37,500 y los ingresos medios por familia eran $44,844. Los hombres tenían unos ingresos medios de $31,012 frente a los $25,729 para las mujeres. La renta per cápita para la localidad era de $16,513. Alrededor del 15.6% de la población estaban por debajo del umbral de pobreza.